# Каахуману
Каахуману, рођена је 17. марта 1768. на хавајском острву Мауи, Краљица Краљевства Хаваји, Регент 1819—1832.Кухина Нуи од оца Кеаумокуа и мајке Намахане. Кеаумоку је био краљевски саветник и пријатељ Камехамехе I, коме је уређено да се ожени са Каахуману када је имао 13 година. Иако је имао много жена, Каахуману ће постати његова миљеница. Она је била та која је подржала и охрабрила свог мужа у рату за уједињење Хаваја.

## Краљица Регент
Након смрти Камехамеха I 5. маја 1819, Каахуману је према краљевој жељи поделила власт на Хавајима са својим сином Лихолихоом, који је узео име Камехамеха II. Скупштина се сложила и поставила је за премијера Кухина Нуи. Њена моћ је расла до позиције краљице - регента, са којом је владала за време Камехамехе Другог и потоњег Камехамехе III.

## Прва хавајска феминисткиња
Каахуману је била испред свог времена борећи се за права хавајских жена староседелаца. Отклонила је табуе који су форсирали хавајске жене. Изборила се, у заједништву са Кеопуолани, краљицом Камехамехе II, да једе за истим столом као и млади краљ, чиме је разбила правила старог друштва.

## Каумуалии од Кауаиа
Када јој је муж мумро, Каахуману се уплашила да ће острво Кауаи, које Камехамеха никада није силом освојио, прекинути свој однос са краљевином. 9. октобра 1821. Кахуману је киднаповала гувернера острва Кауаи и венчала се с њим на силу.

## Покрштавање
Априла 1824, Каахуману је званично објавила своје приступање протестантском хришћанству и позвала своје поданике да се крсте. Исте године представила је Хавајима први хавајски поредак заснован на хришћанској етици и вредностима. Кахуману је крштена 5. децембра 1825 на месту где је данас црква Каваиахао.
Мисионари су убедили Каахуману да римокатоличка црква треба да буде протерана са острва. 7. јула 1827. Каахуману је наредила првим католичким мисионарима да напусте острво. 1830. Кахуману је потписала закон који је забранио католичко учење и запретио депортацијом свакоме ко би се оглушио о закон.

## Установљавање релација са САД
Каахуману је прва преговарала између Краљевства Хаваји и Сједињених држава, са председником Џоном Квинсијем Адамсом, 1826. Преговори су успоставили одговорност староседелаца Хаваја који су дуговали америчким трговцима. Дуг је плаћен сандаловином вредном 150 000 америчких долара. Исти документ је био и споразум о слободној трговини, осигуравајући Американцима право да уплове у све луке Хаваја за потребе трговине. Американцима је загарантовано и право да туже хавајским судовима и да буду заштићени према хавајским законима.

## Крај владавине
1827 Каахуману се разболела и њено је здравље уједначено копнило. Умрла је 5. јуна 1832. У њену част мисионари су одштампали нову копију Новог завета на хавајском језику. Опело је одржано у Каваиахао цркви, коју је прогласила Вестминстерском опатијом Хаваја. Сахрањена је на поседу палате Јолани, али је касније премештена у Краљевски маузолеј Хаваја.